# Maria Emilia
Maria Emilia (hiszp. María Emilia, querida) – peruwiańska telenowela z 1999 roku. W rolach głównych Coraima Torres i Juan Soler. Główną antagonistkę zagrała Ana Patricia Rojo.
W Polsce serial był emitowany na kanale RTL 7.

## Obsada
- Coraima Torres jako Emilia Pardo-Figueroa
- Juan Soler jako Alejandro Aguirre González
- Ana Patricia Rojo jako Mónica Pardo-Figueroa
- Ana Bertha Espín jako Yolanda González de Aguirre
- Lucia Irurita jako Doña Josefina Benavides Vda. de Pardo-Figueroa
- Leslie Stewart jako Marcia Colmenares
- Roberto Sen jako Francisco Aguirre
- Silvana Arias jako Susana "Susanita" Peña
- Rodrigo Sánchez Patiño jako Augusto "Gucho" Pardo-Figueroa
- Ernesto Cabrejos jako Don Rudencio Jara
- Stephanie Cayo jako Gabriela "Gaby" Aguirre González
- Noemi del Castillo jako Generosa Gómez
- Virna Flores jako Laura "Laurita" Briceño González
- Meche Solaeche jako Hortensia González de Briceño
- Roberto Moll jako Esteban Briceño
- Jorge Guzman jako Luis Alberto
- Ismael La Rosa jako Miguel "Miguelón" Gómez
- Miguel Medina jako José "Pepe" Peña
- Camucha Negrete jako Estela "Estelita" Sánchez
- Marcelo Oxenford jako Julio César Espinoza
- Orlando Fundichely jako Eduardo "Lalo" Méndez
- Renato Rossini jako Rubén Colmenares
- Javier Valdés jako Rodrigo Masselli
- Melania Urbina jako Leopoldina "Nina" Gómez
- Mónica Sánchez jako Rocío Gómez
- Mitzi Silva jako Juanita
- Hernán Romero jako Hector Masselli
- Roxana Peña jako Maruja
- Javier Delgiudice jako Ernesto Falcón
- Gilberto Torres
- Tatiana Espinoza jako Rita Farfán de Peña
- Eduardo Linares
- Kareen Spano jako Leticia Briceño
- Mari Pili Barreda jako Norma
- Milagros Vidal jako Mercedes Sánchez
- Giovanni Ciccia jako Ricardo Murguía

## Adaptacje
Telenowela Maria Emilia oparta jest na radionoweli Tu mundo y el mío autorstwa Delii Fiallo. Historia ta została wcześniej kilkakrotnie wyświetlana na ekranie. Przed Marią Emilią powstały następujące telenowele oparte na wersji pierwotnej:
- Rosario – wenezuelska telenowela z 1968 roku (w rolach głównych Marina Baura i José Bardina).
- Emilia – wenezuelska telenowela z 1979 roku (w rolach głównych Elluz Peraza i Eduardo Serrano).
- Tu mundo y el mío – argentyńska telenowela z 1987 roku (w rolach głównych Nohely Arteaga i Daniel Guerrero)[2].
- Fabiola – wenezuelska telenowela z 1989 roku (w rolach głównych Alba Roversi i Guillermo Dávila).
- Paloma – kolumbijska telenowela z 1994 roku (w rolach głównych Nelly Moreno i Edmundo Troya)[3].